# Plecotus kolombatovici
Oreillard des Balkans, Oreillard de Kolombatovic
Espèce
Synonymes
- Plecotus austriacus kolombatovici Đulić, 1980
- Plecotus teneriffae kolombatovici Đulić, 1980

Statut de conservation UICN

 LC  : Préoccupation mineure
L'Oreillard des Balkans (Plecotus kolombatovici), aussi appelé Oreillard de Kolombatovic, est une espèce de chauves-souris de la famille des Vespertilionidae.

## Répartition
Cette espèce vit dans la péninsule des Balkans, depuis la Croatie jusqu'en Grèce, y compris la Crète. À l'est, sa distribution s'étend sur les côtes méditerranéennes de l'Anatolie et du Levant. L'Oreillard des Balkans a été découvert en Italie, sur la côte tyrrhénienne, en 2019.
L'Union internationale pour la conservation de la nature étend son aire de distribution jusqu'au Maghreb, mais les populations de ces régions sont considérées par certains auteurs comme appartenant à une espèce distincte, l'Oreillard de Gaisler (P. gaisleri).

## Systématique

### Taxinomie
Beatrica Đulić décrit Plecotus austriacus kolombatovici en 1980, de Žrnovo, sur l'île dalmate de Korčula, en Croatie, considérant cette forme comme une sous-espèce de l'Oreillard gris (P. austriacus). Cette sous-espèce n'est guère reconnue jusqu'en 2001, quand l'utilisation de séquences génétiques met en lumière une diversité cryptique parmi les oreillards européens. Trois lignées génétiques majeures sont identifiées, une première correspondant à l'Oreillard roux (P. auritus), une seconde à l'Oreillard gris (P. austriacus). La troisième regroupe des spécimens provenant du sud de l'Autriche, de Croatie, de Bosnie-Herzégovine et de Grèce. Les auteurs l'assignent au taxon P. kolombatovici, mais les études ultérieures montrent qu'il ne s'agit pas du taxon décrit par Đulić, mais d'une espèce distincte décrite sous les noms de Plecotus alpinus Kiefer & Veith, 2002 et Plecotus microdontus Spitzenberger, 2002, mais désormais connu comme l'Oreillard alpin (Plecotus macrobullaris). Ces études montrent cependant que si l'Oreillard alpin représente une lignée cryptique proche de l'Oreillard roux, une autre lignée cryptique proche de l'Oreillard gris correspond bien au kolombatovici décrit par Đulić. Celui-ci est considéré un temps comme conspécifique avec l'Oreillard de Tenerife (P. teneriffae), et donc nommé P. teneriffae kolombatovici, mais il en est séparé dès 2004 par Juste et al. et l'espèce est depuis lors connue comme l'Oreillard des Balkans Plecotus kolombatovici Đulić, 1980,.
Benda et al. décrivent en 2004 un nouveau taxon de Cyrénaïque, P. teneriffae gaisleri, présentant de légères différences morphologiques et génétiques par rapport aux populations du nord-est de la Méditerranée alors nommées P. teneriffae kolombatovici. Peu de temps après, lorsque kolombatovici est traité comme espèce distincte de teneriffae, gaisleri devient alors une sous-espèce du premier. Deux sous-espèces sont alors reconnues : Plecotus kolombatovici kolombatovici Đulić, 1980, en Croatie et en Grèce, et incluant provisoirement les populations d'Anatolie bien que leur appartenance soit sujette à caution ; Plecotus kolombatovici gaisleri Benda, Kiefer, Hanák & Veith, 2004, dans l'est libyen, et incluant provisoirement les populations du nord-ouest africain bien que méritant probablement d'être décrite comme sous-espèce à part entière. En 2007, Mayer et al. proposent d'élever gaisleri au rang d'espèce, l'Oreillard de Gaisler (P. gaisleri), sur la base d'une importante divergence des marqueurs mitochondriaux.

### Phylogénie
- « Groupe d'espèces de Plecotus austriacus »
  - 
    - 
      - Oreillard des Balkans (P. kolombatovici)
      - Oreillard de Tenerife (P. teneriffae)

    - Oreillard gris (P. austriacus)

  - 
    - Oreillard d'Égypte (P. christiei)
    - Oreillard d'Éthiopie (P. balensis)

Dans l'arrangement du genre proposé par Spitzenberger et al. (2006), l'Oreillard alpin appartient au groupe d'espèces de Plecotus austriacus. Au sein de ce groupe, l'Oreillard des Balkans est génétiquement très proche de l'Oreillard de Tenerife (P. teneriffae), et tous deux forment la lignée sœur de l'Oreillard gris (P. austriacus). L'Oreillard d'Égypte (P. christiei) forme lui-même une lignée sœur à celle des trois autres espèces. L'Oreillard de Gaisler (P. gaisleri) est également très proche de l'Oreillard des Balkans, mais les relations de parenté exactes de ces deux espèces avec l'Oreillard de Tenerife ne sont pas documentées.